# Torre de Meca
La torre de Meca es una torre vigía del  siglo XVII situada en la localidad española de Los Caños de Meca, en el municipio de Barbate (Cádiz). Es una de las torres de vigilancia costera presentes en gran parte de las costas españolas. Es bien de interés cultural.

## Historia
La torre pertenece al sistema de torres de vigilancia costera mandado construir por Felipe II en el siglo XVI para defender las costas españolas de los piratas berberiscos. Las torres para la zona marítima del Estrecho tuvieron una especial importancia por la cercanía a las costas de África. 
El duque de Medina Sidonia, propietario del señorío de las almadrabas de la zona, se interesó también en la construcción de estas torres. Las torres de planta cuadrada fueron las promovidas por el duque, mientras que las de planta circular, como la torre de Meca, fueron de promoción real. La torre del Tajo y la torre de Trafalgar, próximas a la torre, sí fueron construidas en esta época por mandato del rey. La torre de Meca, por su parte, se erigió siglos más tarde, en 1820,
para complementar a aquellas. La cercana torre Nueva de El Palmar también fue construida en el siglo XIX para servir de apoyo a las torres de la primera campaña de fortificación.
Actualmente la torre se conserva en buen estado, gracias a la restauración llevada a cabo por la Junta de Andalucía entre 1992 y 1993, en la que se restituyó el forjado de madera y se reforzó su cimentación.

## Descripción
La torre de Meca se erige al borde del cerro de Meca, dentro del parque natural de la Breña y Marismas del Barbate, a una altitud de 164 metros, con vistas a Los Caños de Meca y al cabo Trafalgar. 
Tiene una altura de 10.9 metros desde el baquetón de medio bocel. Es de forma troncocónica sobre plinto circular de poco más de 13 metros de altura hasta el pretil del terrado que es corrido. Está construida con mampuestos. El vano de entrada da paso a un zaguán engastado en el muro y abovedado, que conduce a la única estancia de la torre. Se trata de una habitación circular cubierta por una bóveda semiesférica que presenta un óculo en su clave y un vano cuadrangular en sus riñones. El primero servía para facilitar la comunicación entre terrado y estancia, a la vez que el segundo se utilizaba para acceder a la garita.
Esta estancia se halla dividida en dos plantas por un forjado de madera, realizándose la comunicación entre ambas mediante una escalera portátil, la misma que se emplearía para pasar a la garita. La torre cuenta con siete tragaluces organizados en dos niveles para iluminar las dos plantas de la estancia. 
Aunque construida en el siglo XIX, la torre de Meca mantiene un acusado paralelismo estilístico con las erigidas en el siglo XVI, sobre todo en lo referente a su fisonomía externa.